# Lijst van personen uit Minneapolis
Deze lijst van personen geeft een (incompleet) overzicht van personen uit de Amerikaanse stad Minneapolis (Minnesota). De lijst omvat personen die in de stad geboren zijn en is gerangschikt naar geboortejaar.

## Geboren in Minneapolis

### Voor 1900

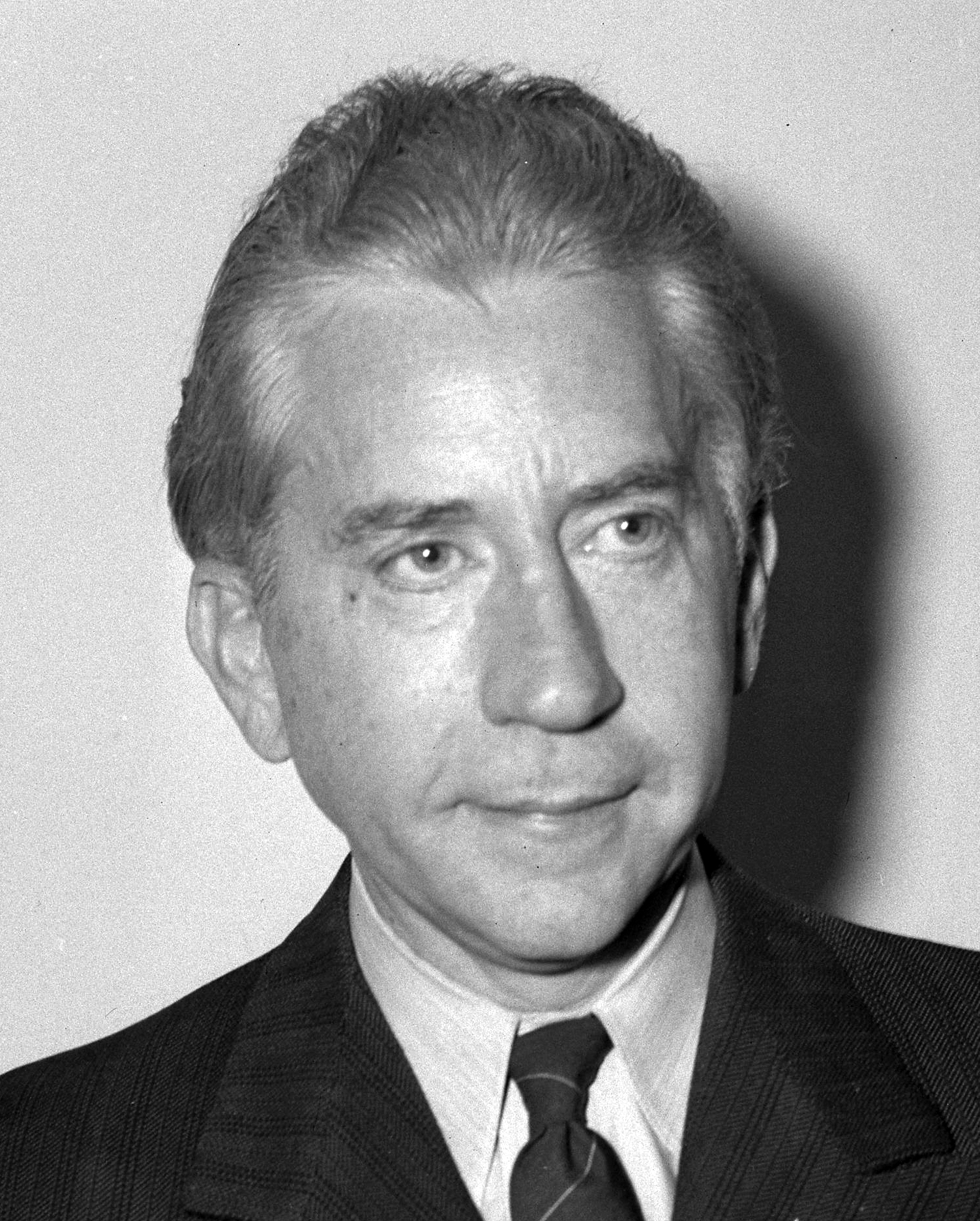
Industrieel en kunstverzamelaar Jean Paul Getty (1892–1976)

- Carl Blegen (1887–1971), archeoloog
- John Aasen (1890–1938), acteur uit het stommefilmtijdperk
- Marjory Stoneman Douglas (1890–1998), journaliste, schrijfster, feministe en milieuactiviste
- Jean Paul Getty (1892–1976), industrieel en kunstverzamelaar

### 1900–1919

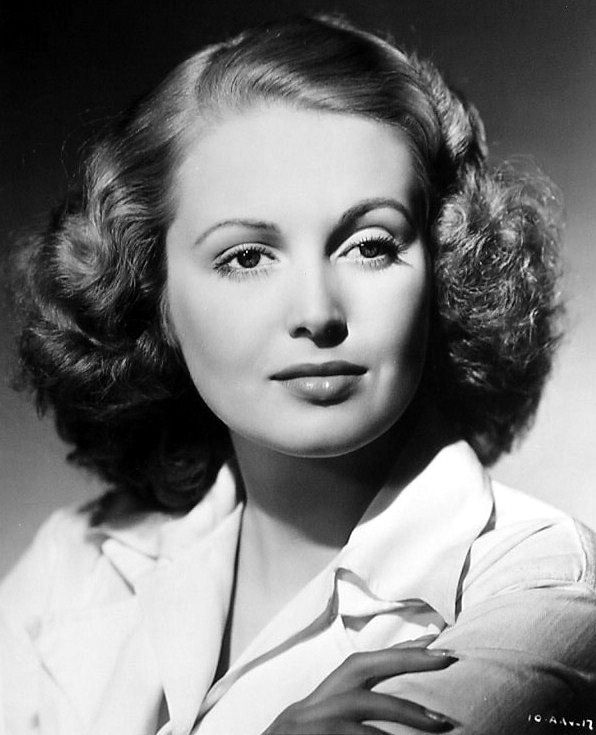
Actrice June Lang (1917–2005)

- Leonard Carpenter (1902–1994), roeier
- George Stoll (1902–1985), violist, dirigent, arrangeur en componist van filmmuziek
- Alfred Wilson (1903–1989), roeier
- Alfred Lindley (1904–1951), roeier
- Michael Todd (1909–1958), filmproducent
- Virginia Bruce (1910–1982), actrice en zangeres
- Earl Bellamy (1917–2003), filmregisseur
- June Lang (1917–2005), actrice
- Patty Berg (1918–2006), golfprofessional

### 1920–1939
- Noel Neill (1920–2016), actrice

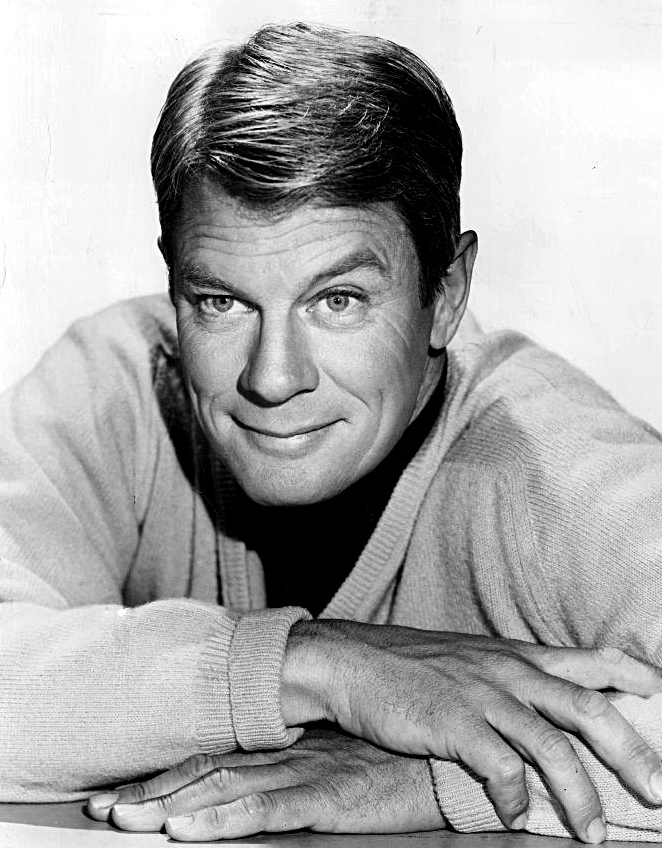
Acteur en tv-regisseur Peter Graves (1926–2010)

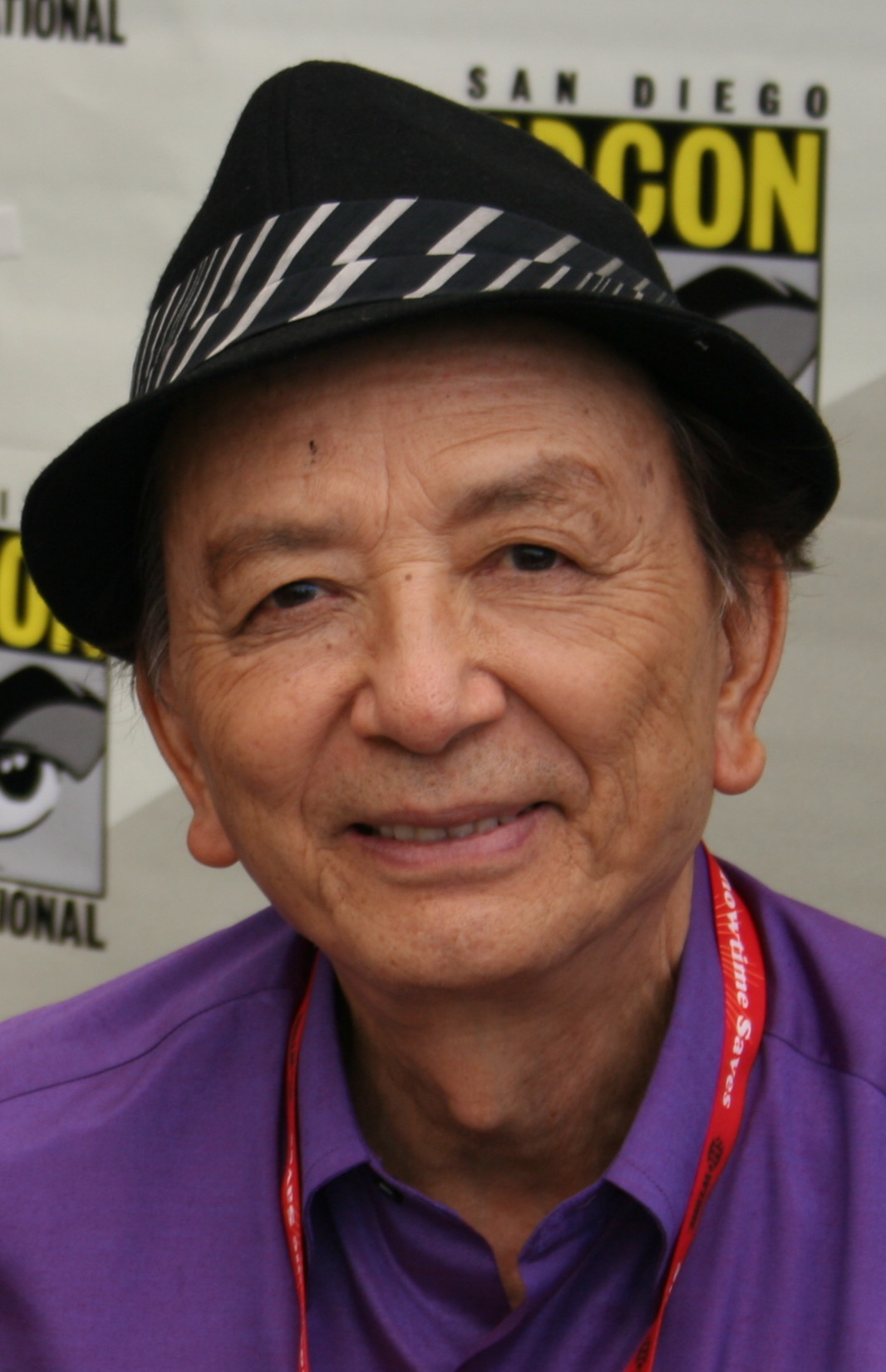
Acteur James Hong (1929)

- George Roy Hill (1921–2002), regisseur
- Charles M. Schulz (1922–2000), striptekenaar
- James Arness (1923–2011), acteur
- Earl Bakken (1924–2018), ondernemer en uitvinder
- John Tate (1925-2019), wiskundige
- Peter Graves (1926–2010), acteur en televisieregisseur
- Ann Morgan Guilbert (1928-2016), actrice
- David T. Lykken (1928–2006), psycholoog
- Robert M. Pirsig (1928–2017), filosoof en schrijver
- James Hong (1929), (stem)acteur
- Ralph McInerny (1929–2010), detective- en sciencefictionschrijver
- Gordon Solie (1929–2000), worstel play-by-play commentator
- Tom Laughlin (1931–2013), acteur, regisseur en scenarioschrijver
- Ed Flanders (1934–1995), acteur
- Blackjack Lanza (1935-2021), worstelaar

### 1940–1949

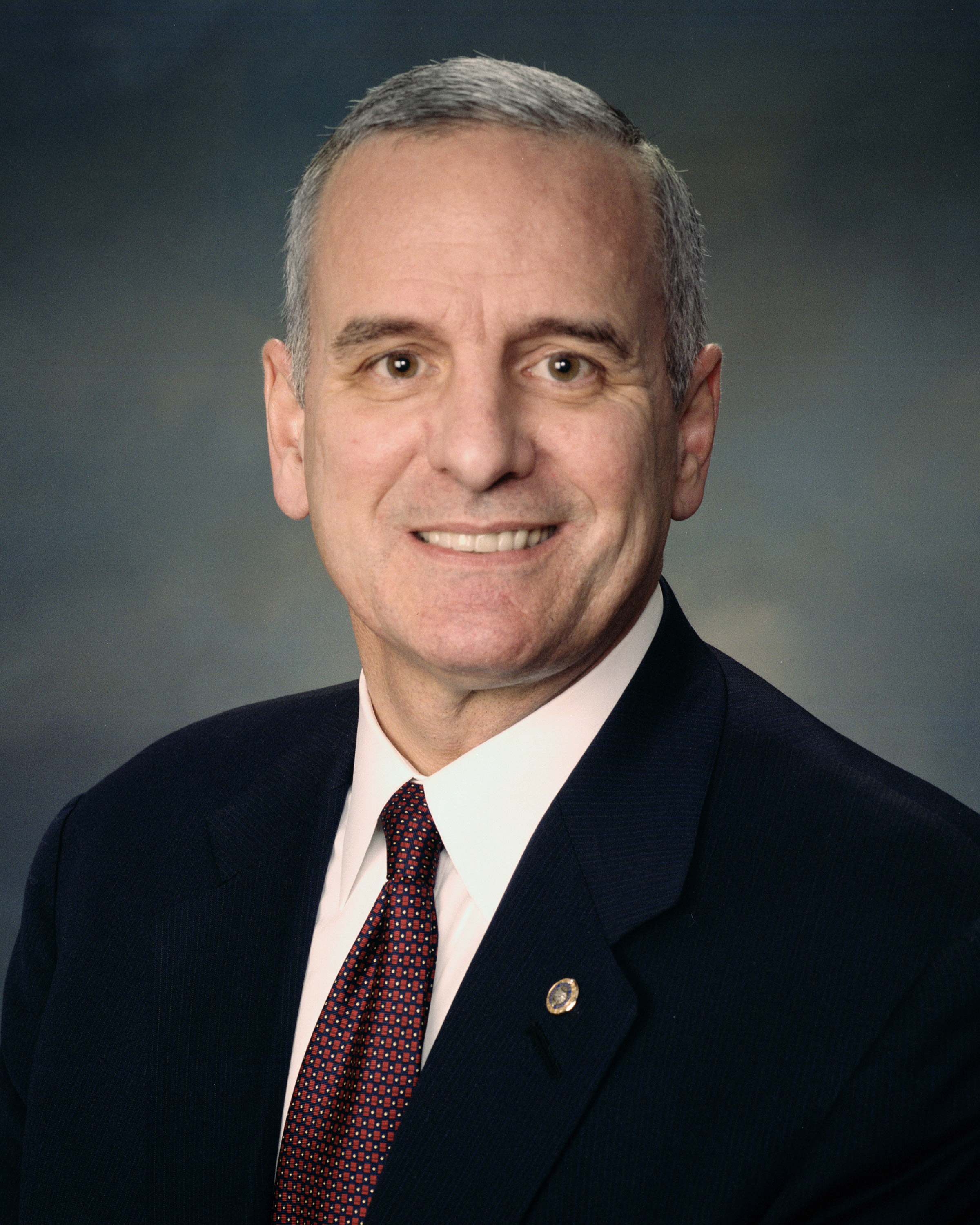
Politicus Mark Dayton (1947)

- Terry Gilliam (1940), animator en filmregisseur
- Lyle Berman (1941), pokerspeler
- Anne Tyler (1941), schrijfster
- Barbara Donald (1942-2013), trompettiste
- Mark Dayton (1947), politicus
- Jill Larson (1947), actrice
- Dorothy Lyman (1947), actrice, filmregisseuse en filmproducente
- Robert Cabana (1949), astronaut

### 1950–1959

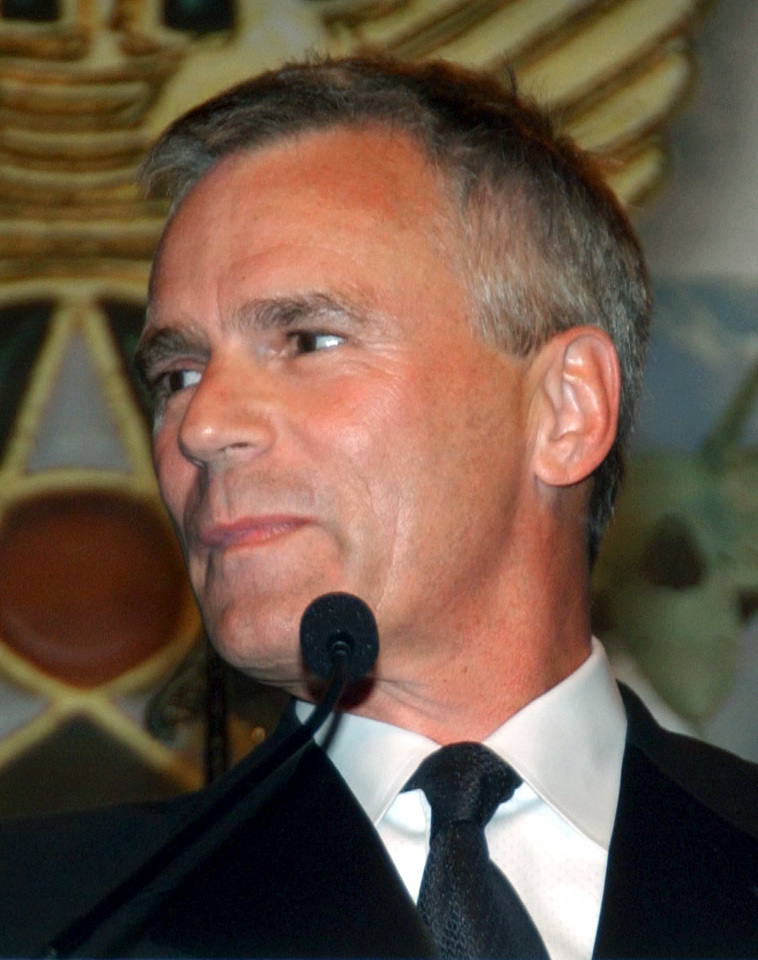
Acteur Richard Dean Anderson (1950)

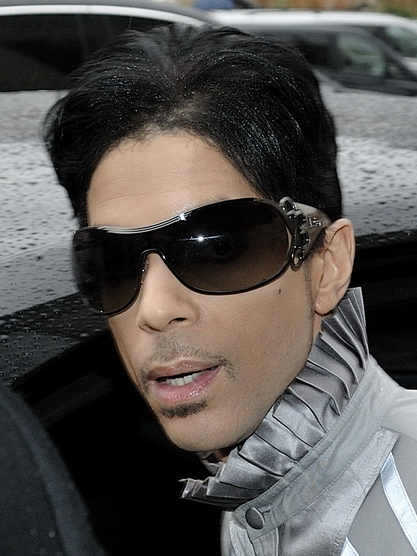
Popmuzikant Prince (1958–2016)

- Richard Dean Anderson (1950), acteur
- Carl Lumbly (1951), acteur
- Bonnie Urseth (1951), actrice
- Jesse Ventura (1951), professioneel worstelaar, acteur, radiopresentator en politicus (burgemeester en gouverneur van Minnesota)
- Michael Sandel (1953), filosoof, gespecialiseerd in de politieke filosofie
- Joel Coen (1954), filmregisseur
- John James (1956), acteur
- Tim Bagley (1957), acteur
- Ethan Coen (1957), filmregisseur
- Mark Tymchyshyn (1957), acteur
- Prince (1958–2016), popmuzikant
- Barry Darsow (1959), worstelaar
- Jimmy Jam (1959), muziekproducent

### 1960–1969
- Molly Hagan (1961), actrice
- Erik Larsen (1962), comictekenaar
- James LeGros (1962), acteur
- Jerry Lynn (1963), worstelaar
- Robert Seguso (1963), tennisser
- Richard Keats (1964), acteur
- Mo Collins (1965), actrice
- Nick Schenk (1965), scenarioschrijver
- Jay Underwood (1968), acteur en pastor
- David Wheaton (1969), tennisspeler

### 1970–1979
- Vince Vaughn (1970), acteur

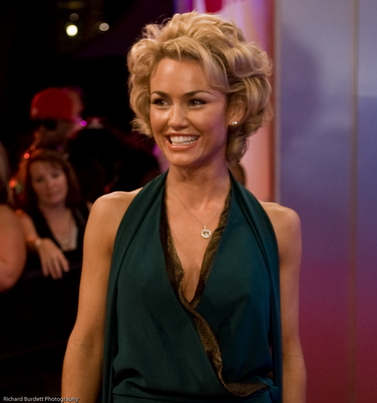
Actrice Kelly Carlson (1976)

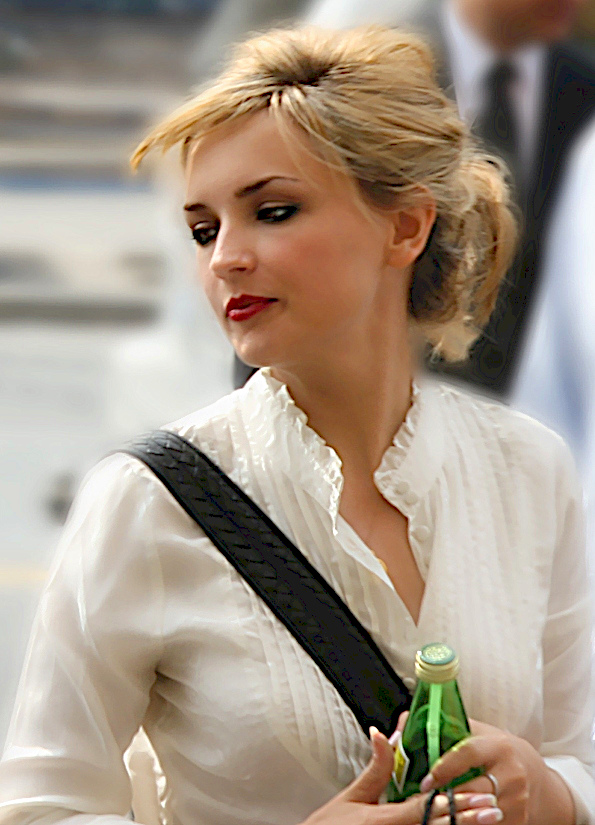
Actrice Rachael Leigh Cook (1979)

- Melissa Peterman (1971), actrice en presentatrice
- Miriam Shor (1971), actrice
- Sean Waltman (1972), worstelaar
- Jason Behr (1973), acteur
- T.R. Knight (1973), acteur
- Victor Plata (1973), triatleet
- Jeremy Borash (1974), worstelcommentator, aankondiger, videoproducer en webdesigner
- Breckin Meyer (1974), acteur
- Ken Anderson (1976), acteur en professioneel worstelaar
- Kelly Carlson (1976), actrice en fotomodel
- Rachael Leigh Cook (1979), actrice
- David Flair (1979), worstelaar
- Vincent Kartheiser (1979), acteur

### 1980–1989
- Nick Mondo (1980), filmregisseur en worstelaar
- Benjamin Salisbury (1980), acteur
- Taylor Twellman (1980), voetballer
- Mark Webber (1980), acteur, scenarioschrijver en regisseur
- Joseph Ruud (1981), worstelaar
- Tay Zonday (1982), singer-songwriter en toetsenist
- Shawn Daivari (1984), Iraans-Amerikaans professioneel worstelaar
- Kaylin Richardson (1984), alpineskiester
- Kris Humphries (1985), basketballer
- Jeremy James Kissner (1985), acteur
- Grete Eliassen (1986), freestyleskiester
- Analeigh Tipton (1988), actrice en model

### 1990–1999

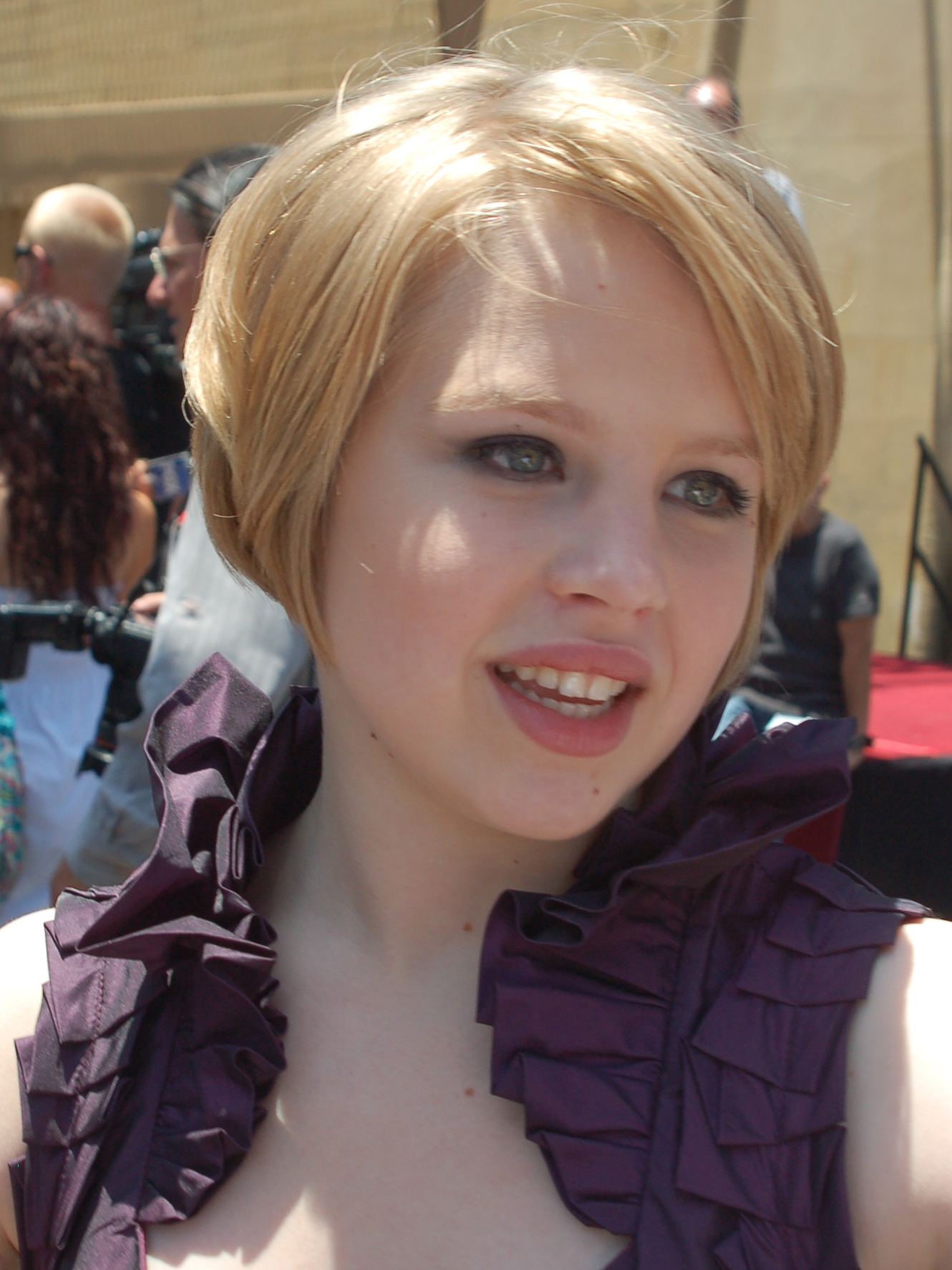
Actrice Sofia Vassilieva (1992)

- Robert Bailey jr. (1990), acteur
- Chris Massoglia (1992), acteur
- Sofia Vassilieva (1992), actrice
- Rachel Bootsma (1993), zwemster
- Slick Woods (1996), model